# Entérotoxine
Une entérotoxine est une substance toxique (toxine) produite par un organisme (en particulier certaines bactéries, telles que le vibrion cholérique responsable du choléra) susceptible de provoquer des troubles intestinaux lors de sa diffusion dans le système digestif.
Ces toxines adhèrent à l'épithélium intestinal de l'intestin grêle et empêchent l'absorption des ions Na+ et Cl- favorisant une fuite hydrique (diarrhées...).